# Péntek István
Péntek István (Szombathely, 1900. december 23. – Tököl, 1963. január 23.) fafaragó, kommunista, majd nyilas mozgalmár.

## Élete és munkássága
Négy polgárit és a kereskedelmi középiskola első osztályát végezte el. Az első világháborúban az olasz fronton harcolt, majd 1919-ben hazatérve a Vörös Őrséghez került. A Tanácsköztársaság bukása után egy ideig bujkált, majd Sopronban kitanulta a fafaragó szakmát. 
1922-ben Bécsbe ment, ahol különböző magyar emigráns szociáldemokrata, illetve szocialista vezetők, Garbai Sándor és Garami Ernő köréhez csatlakozott. 1923-ban visszatért Magyarországra, belépett a fafaragó munkások szakszervezetébe, amelynek 1926-ig tagja volt, és autodidakta módon képezte magát. 1930-ban egy forradalmi, kommunista csoporthoz csatlakozott, amely elégedetlen volt a Komintern taktikájával és politikájával, abban a leninizmustól való elmozdulást látott. Szerintük a Szovjetunió államkapitalizmust hozott létre, amelyben a kispolgári bürokráciáé a hatalom. Ez a maroknyi kommunista magát trockistának tartotta, s a Magyarországi Baloldali Kommunisták Szervezete nevet vette fel. 1933-ban Pénteket felforgatásért és a feljelentési kötelezettség elmulasztásáért kilencnapi elzárással büntették.
Péntek az 1930-as évek közepén úgy érezte, hogy „az internacionalizmus nem jelent olyan konkrét területi meghatározást, ahol a szocializmus megvalósítható lenne”. 1936-ban kezébe került Szálasi Ferenc Cél és követelések című brosúrája, és megismerkedett Szálasi Ferenccel. Szálasi nem sokkal később a mozgalom ideológiai alapelveinek kidolgozásával bízta meg. Péntek ettől kezdve egészen 1938-ig elméleti előadásokat tartott az egyre nagyobb számban Szálasi köré tömörülő testvéreknek, majd az illegális munkába is bekapcsolódott. Megfogalmazta nézeteit a demokráciáról, mint a kisebbség zsarnokságáról és a diktatúráról, mint a többség jogáról, valamint támadta a „hierarchikus feudális és a papi rendszert”.
Pénteket 1938 végén egy évre Nagykanizsára internálták. Ezután Németországba menekült ahol kapcsolatokat épített ki Joseph Goebbels követőivel. 1944-ben tért haza, de a nyilaspuccsban nem vett részt, a párt egyik ideológiai vezetőjeként tevékenykedett. 1944-ben Szálasi államtitkári rangban a Világnézeti Iroda vezetésével bízta meg. A nemzetvezető „munkatörzsének” is tagja lett.
1945 tavaszán nyugatra menekült. Német területen esett fogságba, innen adták ki a magyar hatóságoknak. A népbíróság háborús bűnösként nyolc év börtönre ítélte. Szabadulása után faszobrászként helyezkedett el, szociológiai tanulmányokat is írt, összejárt korábbi bajtársaival. 1956-ban részt vett a Politikai Foglyok Országos Szövetsége (POFOSZ) megalakításában. A forradalom leverése után passzivitásba vonult, de így is a belsőreakció-elhárítás látókörébe került. Személye ideálisnak tűnt az 1956-os forradalom nyilasok általi diszkreditálásához, ezért 1957. október 23-tól folyamatos figyelés alá helyezték, majd 1958 májusában letartóztatták, és 1959-ben szervezkedésért nyolc évi börtönre ítélték. 1963-ban a börtönben halt meg.